# Чёрный американский стриж
Чёрный американский стриж (лат. Cypseloides niger) — вид птиц семейства стрижиных. Самый крупный стриж к северу от Мексики и самый северный из американских стрижей. Обитает вдоль тихоокеанского побережья Северной Америки от Аляски до Мексики, встречается также на атлантическом побережье Мексики. В Центральной Америке птицы обитают на территории от Коста-Рики до Гватемалы и Гондураса, на многих островах Вест-Индии. Точные места зимовок чёрного американского стрижа неизвестны, миграция может составлять до 7 тысяч километров. У птиц крепкое тело и длинные широкие крылья, хвост с неглубоким, но хорошо заметным разрезом. Оперение чёрное, голова заметно светлее, в нижней части кончики перьев часто окрашены в белый цвет. Чёрные американские стрижи охотятся на летающих насекомых, при этом собираются в большие стаи и могут улетать за несколько километров от гнездовых колоний. Птицы летают настолько высоко, что их часто не видно с земли. Традиционно устраивают гнёзда в одних и тех же влажных и недоступных местах, часто на скалах высоко в горах, около водопадов. Основным материалом при строительстве гнезда является мох, а также небольшое количество веточек, сосновых иголок, папоротников или водорослей. Гнездо скрепляется грязью. В кладке обычно одно яйцо, инкубационный период составляет 22—32 дня. Птенцы появляются на свет голыми и беспомощными, через 45—52 дня вылетают из гнезда и больше в этом сезоне к нему не возвращаются.
На основе описания Матюрен-Жака Бриссона чёрный американский стриж был включён в XIII издание «Системы природы» 1789 года, подготовленное Иоганном Фридрихом Гмелиным. Только в 1879 году удалось получить тушку птицы, а в 1901 году было обнаружено гнездо. Многие аспекты жизни чёрного американского стрижа остаются неизвестными, в частности, недостаточно информации по линьке и миграции птиц. Численность вида падает, с 2018 года Международный союз охраны природы относит его к уязвимым видам, птица охраняется в США на национальном уровне. Международный союз орнитологов относит чёрного американского стрижа к американским стрижам (Cypseloides) и выделяет три подвида.

## Описание
Стриж длиной 15—18 см и массой 35—45 г (35 г — масса Cypseloides niger costaricensis, 45 г — масса Cypseloides niger borealis). У чёрного американского стрижа крепкое тело и длинные широкие крылья, хвост с неглубоким, но хорошо заметным разрезом. Глубина разреза на хвосте колеблется от 4 до 15 мм. Стержень у перьев хвоста лишь слегка укреплён и не выступает за опахало. Возможно, глубина разреза на хвосте и цвет оперения связаны с возрастом птицы. У более старых птиц вырез обычно глубже.
Оперение тёмное, чёрное или тёмно-коричневое. По сторонам лба и на уздечке (область между клювом и глазом) кончики перьев белые, за глазом расположено чёрное пятно. Кроющие перья уха и горло окрашены равномерно, наиболее светлый цвет на подбородке. По многим описаниям, вся голова немного светлее остального тела, серая или коричневая. Сверху чёрный американский стриж чёрный с немного более светлыми боками и надхвостьем, крылья также темнее сверху и светлее под крылом, что характерно для всех американских стрижей. Внешние первостепенные маховые перья темнее внутренних первостепенных и второстепенных маховых перьев. В нижней части птиц кончики перьев часто, но не всегда, окрашены в белый цвет. Хвост тёмный. Молодые птицы имеют тёмно-коричневое оперение, более тёмное сверху, кончики всех перьев — белые. По сторонам головы и на уздечке они особенно заметны и образуют рисунок. Перья под клювом почти полностью белые. Белые кончики перьев сохраняются и на второй год жизни.
Вопрос наличия или отсутствия полового диморфизма в окраске чёрных американских стрижей остаётся предметом дискуссии. Некоторые учёные полагают, что у самок белые полосы на концах перьев шире, чем у самцов, но по словам Мануэля Марина (англ. Manuel Marin) и Фрэнка Гарфилда Стайлса, у всех исследованных ими самок и половины самцов на некоторых перьях брюха была белая полоса. Возможно, самцы крупнее и темнее самок, а их хвост имеет более глубокий вырез. Сэмюэл Ратбун (англ. Samuel Rathbun) утверждал, что иногда различал их в воздухе. Некоторые исследования ДНК подтверждают визуальные различия.
У взрослых птиц и у птенцов всех возрастов радужка глаза тёмно-коричневая. У взрослых птиц и птенцов перед вылетом из гнезда клюв, ноздри и кольцо вокруг глаза очень чёрные, такого же цвета плюсна и лапа с когтями, в то время как у молодых птенцов плюсна и лапа серо-розовые и только когти — чёрные. У чёрных американских стрижей очень маленькие лапа и плюсна относительно размеров тела.
Линька чёрного американского стрижа изучена очень слабо. Ни у одной из особей, пойманных в штате Колорадо в летние месяцы, линьки не наблюдалось. У птиц, пойманных в Коста-Рике в промежуток с апреля по конец июня, линька не пересекалась по времени с сезоном размножения. У птиц, пойманных в штате Вашингтон в промежуток с июня по сентябрь, перья были свежие и яркие, скорее всего недавно после линьки, однако её следов не наблюдалось. У многих других стрижей подсемейства Cypseloidenae линька начинается во время сезона размножения.

### Подвиды и схожие виды
Среди трёх подвидов чёрного американского стрижа самым маленьким является номинативный подвид Cypseloides niger niger, обитающий в Вест-Индии. Самым крупным — Cypseloides niger borealis, обитающий в Северной Америке вплоть до Аляски и Британской Колумбии. Он обладает очень чёрным оперением с хорошо заметными белыми кончиками на перьях, голова, особенно лоб, — серые. Подвид Cypseloides niger costaricensis расположен между ними. Таким образом, размер птиц возрастает с юга на север, что может быть связано как со специализацией подвидов, так и с правилом Бергмана.
Американский орнитолог Роберт Риджуэй в работе 1911 года приводит следующие размеры C. n. borealis: длина крыла взрослого самца — 157,5—175 мм, самки — 156—164 мм; длина хвоста самца — 53—66 мм, самки 47—58,5 мм. Длина крыла C. n. niger по данным Юджина Айзенмана и Федерико Карлоса Лемана 1962 года составляет 148—158 мм у самцов и 142—154 мм у самок. Длина крыла C. n. costaricensis по данным Марина и Стайлса 1992 года составляет 159,15 мм, хвоста — 53,55 мм.
В Северной Америке чёрный американский стриж отличается от остальных стрижей раздвоенным хвостом и своими размерами, так как является самым крупным стрижом к северу от Мексики. В южной части ареала глубокой вилкой на хвосте обладает также красношейный американский стриж (Streptoprocne rutila). У белогорлого американского стрижа (Cypseloides cryptus) и Cypseloides storeri хвост заметно короче, а пятнистолобый американский стриж (Cypseloides cherriei) обладает меньшими размерами, средняя длина крыла у него составляет 119,6 мм против 151 мм у симпатрического C. n. costaricensis. Чёрные американские стрижи отличаются от других представителей рода заметно более светлой головой. В Южной и Центральной Америке данный вид легко перепутать с другими американскими стрижами (Cypseloides), особенно учитывая их высоту полёта. Часто корректная идентификация возможна только для пойманных птиц.

## Поведение

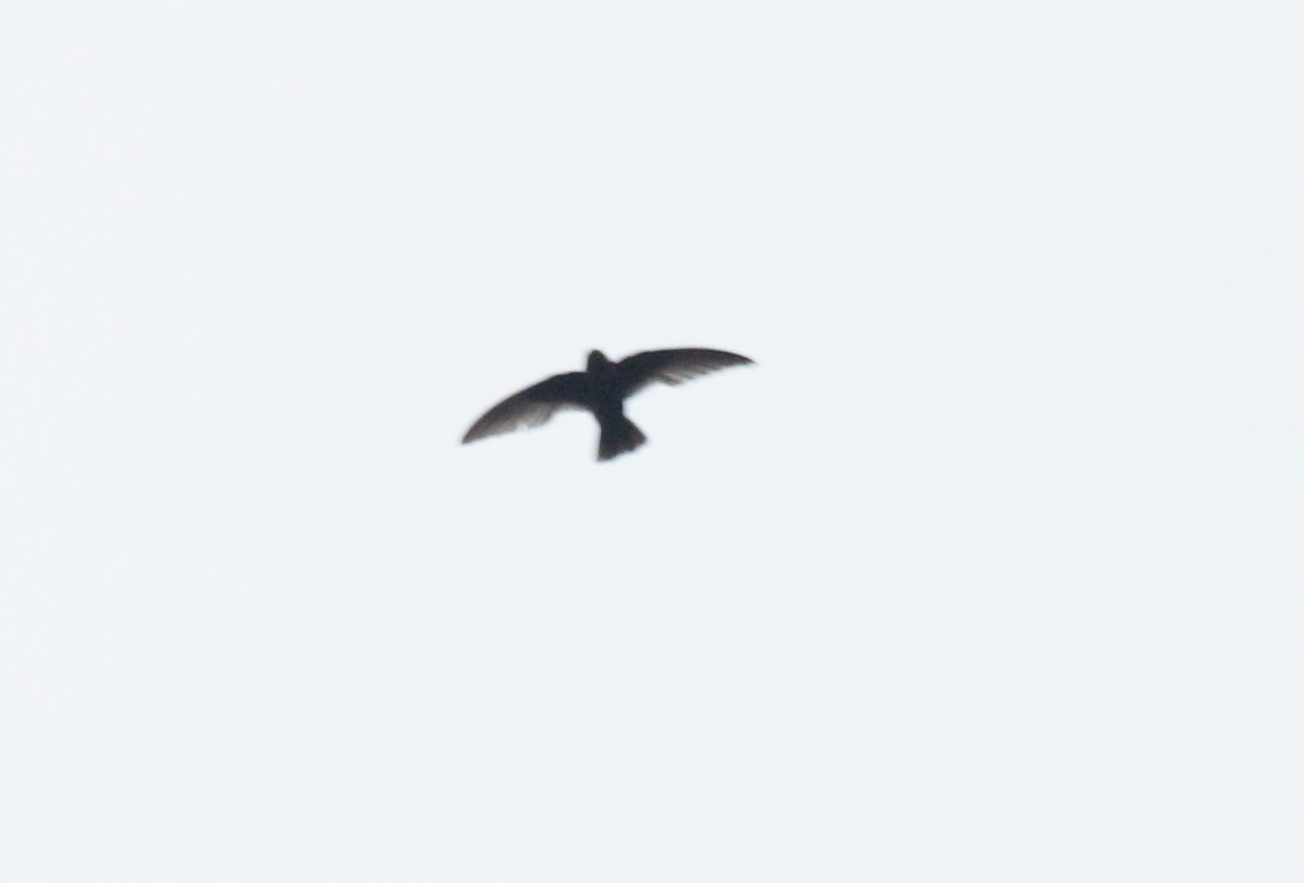
Чёрный американский стриж в полёте

### В воздухе
Поведение чёрных американских стрижей в воздухе описал в 1925 году Сэмюэл Ратбун, который наблюдал за ними в районе залива Пьюджет и озера Вашингтон. По словам учёного, количество птиц над озером было настолько велико, что даже приблизительные оценки были невозможны. Птицы летали на всём пути следования парома (около четырёх часов) так далеко, как только можно видеть. На этом же озере Кейлеб Беруэлл Роуан Кеннерли в 1850-е годы впервые увидел и описал C. n. borealis. Помимо подробного описания, он добавил в своём дневнике: «В первый раз можно было наблюдать такое количество этих птиц, летающих около нашего лагеря; они в основном держались около края леса и так высоко, что были почти на границе расстояния выстрела» (англ. «A number of these birds were observed, for the first time, this evening flying neat our camp; keeping the most part near the edge of the forest, and so high as to be nearly out of reach of small shot»).
Ратбун отметил, что в течение нескольких дней в начале июня птицы собираются в большие стаи. Стоя на пароме, он обратил внимание, что стрижи летают очень низко над водой и их можно наблюдать сверху с высоты 6 м, при этом они никогда не касаются воды, в отличие от ласточек. В это время над озером шёл лёгкий дождь. Птицы демонстрировали не очень быстрый полёт, который состоял из чередующихся коротких промежутков скольжения и быстрых разворотов в воздухе. С помощью нескольких взмахов крыльями птицы быстро поднимались вверх, а затем падали ниже первоначального уровня. Некоторые группы птиц поднимались на высоту 60—90 м, кружили там, а затем возвращались обратно. Ратбун отметил, что во время скольжения по воздуху чёрный американский стриж всегда держит крылья ниже горизонтального уровня. Он демонстрирует очень манёвренный полёт, часто меняя направление, ускоряясь или замедляясь. По словам Марина и Стайлса, полёт чёрного американского стрижа напоминает полёт ошейникового американского стрижа (Streptoprocne zonaris), только скольжение у него заметно быстрее.
Во второй половине июня птицы разбивались на колонии, каждая со своим ежедневным маршрутом, который мог достигать 50 км (30 миль) в одном направлении. Ратбун наблюдал по утрам до 20 чёрных американских стрижей, следующих в одном направлении один за другим с некоторым интервалом, после чего появлялось множество птиц, которые кружили над местностью. С наступлением вечера вся стая собиралась вместе и возвращалась обратно. При этом поведение стрижей не зависело от погоды: схожие манёвры наблюдались и в ветреные, и в спокойные дни. В солнечные дни птицы были высоко в воздухе на границе видимости, а в дождливые опускались на высоту 60—150 м над землёй. Ратбун связывал высоту полёта с уровнем атмосферного давления: при низком давлении птицы летают ближе к земле, а при высоком — поднимаются на границу видимости и выше, плохо различимы даже с использованием бинокля.
В июле и августе чёрные американские стрижи следовали теми же маршрутами, однако отдельные группы были меньшего размера, а иногда встречались обособленные пары. При этом, вечером птицы обычно очень быстро возвращались по кратчайшему маршруту. В середине августа наблюдалось большее количество птиц, что скорее всего связано с вылетом птенцов из гнёзд. В это время птицы опять образовывали большие стаи, которые собирались мигрировать.

### Вокализация
Вдали от своих колоний чёрные американские стрижи обычно очень тихие. За пределами сезона размножения их стаи могут оставаться бесшумными на протяжении нескольких часов, и даже в начале лета позывки птиц можно услышать крайне редко. Звуковые сигналы обычно подают птицы в паре. Основной позывкой чёрного американского стрижа является короткий крик «chip» или «tip», который птицы часто повторяют, иногда переходя на трещотку «tip…tip…tip…trirrirrrrrrrrrr…trip…tip…tip», при этом возможно скрипучее окончание позывки «tip…tip…tip…tri-ri-ri-rrrrrrrr-sqeew». Звуковые сигналы птиц на гнезде мешает услышать постоянный шум воды.
Возможно, чёрный американский стриж способен к эхолокации. Такое предположение было сделано на основе постоянного шума, который производят птицы, возвращаясь к гнезду в полной темноте. Вместе с тем, не было обнаружено никаких ультразвуковых шумов в пещерах с крупными колониями чёрного американского стрижа.

### Территориальное поведение
Птицы каждый год возвращаются в свои пещеры и даже на свои гнёзда, но при этом не демонстрируют территориальное поведение. Не было зафиксировано никаких признаков охраны гнезда, места для ночлега или кормовых территорий.
Расположение гнёзд в пещере, по всей видимости, связано с наличием подходящей ниши для постройки гнезда, а не с возможностями его охраны. В непосредственной близости от колоний чёрных американских стрижей отмечали пары Empidonax occidentalis, Myadestes townsendi, американских оляпок (Cinclus mexicanus), но эти птицы строят гнёзда ещё до того как стрижи возвращаются с зимних квартир. Известно, что чёрные американские стрижи могут ночевать на гнезде втроём. На насесте птицы закрепляются за основание сильными когтями, вытягивают ноги вдоль стены и свободно свешивают хвост, при этом тело и хвост слегка отдалены от стены и совсем её не касаются. Возможно, именно этим объясняется, почему кончики рулевых перьев у них не острые. Чёрные американские стрижи теряют за ночь в среднем 7,9 % своей массы.
Во время охоты птицы также не конкурируют друг с другом, как во время сезона размножения, так и за его пределами. Они собираются в большие стаи, которые часто включают других стрижей и ласточек. Возможно, это связано с тем, что птицы могут в поисках пищи подниматься высоко в воздух и далеко отлетать от гнезда. Стайлс в провинции Пунтаренас в Коста-Рике наблюдал стаи, состоящие из 20—50 птиц и включающие также ошейникового (Streptoprocne zonaris), красношейного и белогорлого американских стрижей. На юге Колумбии был пойман экземпляр подвида C. n. borealis, который кормился вместе с ошейниковыми, красношейными, белогрудыми (Cypseloides lemosi), белогорлыми и пятнистолобыми (Cypseloides cherriei) американскими стрижами, образующими большие стаи в конце сентября и начале октября.

## Распространение

Ареал чёрного американского стрижа:
Гнездование
Миграция
Круглый год

### Ареал
Чёрные американские стрижи — единственные представители рода к северу от штата Синалоа в Мексике, то есть на большей части своего ареала. Площадь ареала составляет 1 278 000 км² по данным Neotropical Birds Online, или 1 110 000 км² по данным Международного союза охраны природы. Ареал простирается от реки Стикин на юго-востоке Аляски через северо-западную и центральную часть Британской Колумбии и юго-западную часть Альберты до южной Калифорнии, северо-западной Монтаны, Колорадо, Юты и Нью-Мексико. На тихоокеанской стороне Мексики птицы обитают в регионе от Чихуахуа до Оахаки, а на атлантической — от Идальго до севера Оахаки. В Центральной Америке птицы обитают на территории от Коста-Рики до Гватемалы и Гондураса, встречаются на многих островах Вест-Индии.
Чёрные американские стрижи предпочитают открытые горные ландшафты в континентальной Северной Америке и покрытые лесами горы на островах Вест-Индии, иногда их можно встретить над равнинами. За пределами тропических районов чёрные американские стрижи обитают на пограничных территориях между горными вечнозелёными лесами и вторичными лесами. Ещё в 1925 Ратбун предположил, что они гнездятся высоко в горах и каждое утро опускаются на равнины, где проводят свой день.
В Мексике птицы обитают на высоте 1200—3000 м над уровнем моря. Гнездовые колонии C. n. borealis были обнаружены на высоте 2774 м в штате Веракрус и 1524—1920 м в Оахаке. В США в штате Колорадо — до 3560 м, в Калифорнии гнездятся на высоте 555—1400 м, в канадской провинции Британская Колумбия — до 2600 м над уровнем моря, а на острове Гаити — до 1800 м. В горах Сьерра-Невада в Калифорнии стаи чёрного американского стрижа могут подниматься на высоту до 3350 м за пределами сезона размножения. На юге Колумбии на высоте 1800 м был пойман экземпляр подвида C. n. borealis. В Коста-Рике C. n. constaricensis гнездится на высоте 2000—2100 м.
Представители подвида C. n. borealis откладывают яйца на юго-востоке штата Аляска, в провинциях Альберта и Британская Колумбия в Канаде, в штатах Вашингтон, Орегон, Калифорния, в горах Юты, Айдахо, Монтаны, Колорадо и на севере Нью-Мексико, иногда в мексиканских штатах Оахака и Веракрус. За пределами сезона размножения представителей именно этого подвида отмечали в Саскачеване и Онтарио, а также во многих мексиканских штатах, включая штаты Нижняя Калифорния, Дуранго, Мехико, Сан-Луис-Потоси, Тласкала и Сакатекас. В северных районах Мексики птицы практически отсутствуют в октябре—феврале.
C. n. costaricensis гнездится в Коста-Рике, но на зиму птицы улетают. В Коста-Рике чёрного американского стрижа фиксировали обычно в промежутке с апреля по октябрь. Предположительно, зимние квартиры расположены южнее перешейка Теуантепек. Отмеченные в Сьерра-Мадре-де-Чьяпас и в Гондурасе птицы могли совершать миграции. Этот подвид встречается также в Гватемале и Гондурасе, но не был отмечен в Никарагуа. Мексиканские птицы также очень похожи на C. n. constaricensis, некоторые относят их к этому подвиду.
C. n. niger гнездится на острове Куба и других островах к востоку и к югу от него. Возможно, птицы ведут оседлый образ жизни на Больших Антильских островах. На островах Куба, Ямайка и Гаити птицы могут оставаться всю зиму, иногда отлетая в Гайану на север Южной Америки. Во время сезона размножения с апреля по сентябрь птиц часто отмечают на островах Гваделупа, Доминика и Мартиника, и крайне редко на островах Пуэрто-Рико, Сент-Люсия, Сент-Винсент, Монтсеррат, Барбадос и Гренада. Птицы были отмечены в Пуэрто-Рико с марта—апреля по август—сентябрь, в июне в Гайане и в июле на острове Тринидад.

### Миграция
Точные места зимовок чёрного американского стрижа неизвестны. Часть маршрута они преодолевают над Тихим океаном и были зафиксированы в 135 км от берегов Гватемалы. Часто птицы мигрируют большими стаями размером 300—400 особей. Предположительно, во время миграции они могут преодолевать более 7 тысяч километров, следуя из года в год установленным маршрутом.
В район Сиэтла чёрный американский стриж прилетает во второй половине мая, каждый день появляются новые большие стаи птиц. Через десять дней весенняя миграция завершается, птицы перестают демонстрировать направленный полёт. Осенняя миграция продолжается дольше. В её начале случаются дни, во время которых птицы не наблюдаются. В конце миграции возможна волна стрижей, по-видимому, связанная со штормами или неблагоприятными погодными условиями, например, падением температур. Миграция из Британской Колумбии также часто связана с циклонами.
В центральной и южной Калифорнии миграция чёрных американских стрижей продолжается с конца августа до середины сентября. В 1994 году в зимнее время птицы были отмечены в Колумбии. Из Колорадо птицы улетают 10—19 сентября и уже 28 сентября — 12 октября прибывают на зимние квартиры. Обратное путешествие проходит с 9—20 мая по 23 мая — 18 июня. Геолокационные исследования, с помощью которых были получены эти данные, показали, что бо́льшую часть зимы птицы провели в штате Амазонас в Бразилии, на севере Боливии, на востоке Перу и на юге Колумбии.

### Численность и охранный статус
Чёрные американские стрижи являются распространёнными птицами в пределах своего ареала, часто встречаются в Мексике и на побережье Британской Колумбии, но редки в Калифорнии. По данным BirdLife International численность вида оценивается в 210 тысяч особей и продолжает уменьшаться. Организация Partners in Flight оценивала численность вида в 150 тысяч особей, основываясь на результатах Breeding Bird Survey, проводившегося в 1990-х годах. По оценкам этой организации, в штате Юта обитает 287 птиц, в Неваде — 37, в Айдахо — 703, в Калифорнии 4912, а в провинции Британская Колумбия — 68 509. При этом в провинции Альберта и штатах Орегон, Монтана, Нью-Мексико и Колорадо в 1990-х годах птиц отмечено не было, и таким образом их численность в этих регионах приравнена нулю. Эти показатели были экстраполированы на другие регионы, в которых обитает чёрный американский стриж — Мексика, Центральная Америка, Антильские острова. Используя те же статистические данные, но другие мультипликаторы, Рик Левад, автор научно-популярной книги о чёрном американском стриже «The Coolest Bird», оценил численность в 18 750 птиц. По оценкам Partners in Flight, численность чёрного американского стрижа сократилась на 94 % с 1970 по 2014 год. По данным проекта North American Breeding Bird Survey в 1994—2015 годы численность ежегодно сокращается на 5,3 %. Другие исследования показывают, что численность этого вида в Канаде уменьшалась на 9,1 % в год в 1966—1995 годы, при этом в США она увеличивалась на 24,3 % в год в 1980—1995 годы. В 1985 и 1986 годах численность взрослых птиц на юге Калифорнии оценивалась в 28 и 26 особей, соответственно. В Колорадо большинство мест гнездовых колоний сохранилось с 1940-х годов, в Калифорнии произошло существенное сокращение колоний, колония чёрных американских стрижей, обнаруженная на юго-востоке Аризоны в 1988 году, прекратила своё существование. Левад просуммировал различные локальные исследования и оценил численность вида на западе Северной Америки в 10—15 тысяч, что согласуется с исследованиями организации Partners in Flight и мультипликаторами, используемыми Левадом, а также с данными «Birds of North America» Пита Лаутера (англ. Pete Lowther) и Чарльза Коллинза (англ. Charles T. Collins). По другим данным, около 35 % от общей численности чёрных американских стрижей обитают в Канаде и США.
С 7 августа 2018 года Международный союз охраны природы относит чёрного американского стрижа к уязвимым видам, до этого он был отнесён к видам под наименьшей угрозой. Птица охраняется на национальном уровне в США, а также во всех западных штатах страны. Учёные связывают сокращение численности чёрного американского стрижа с малым количеством мест, подходящих для гнездования. Многие такие места уже заняты взрослыми парами, которые продолжают возвращаться на свои гнёзда из года в год. Кроме того, большую роль играет количество доступной пищи. Глобальное потепление может привести к таянию ледников в Скалистых горах, а значит к высокому уровню воды в конце лета и осенью, из-за чего гнёзда чёрного американского стрижа могут быть затоплены. Ввиду высокой скорости полёта взрослые чёрные американские стрижи практически не имеют естественных врагов. Отмечались лишь единичные нападения сапсанов и дербников в полёте. Гнёзда обычно находятся в труднодоступных местах, а птенцы хорошо защищены тёмным оперением, однако учёные изредка обнаруживали остатки скорлупы и перьев, что может быть результатом нападения хищных животных. Кроме того, некоторые колонии, расположенные в легкодоступных туристических местах в Калифорнии, Колорадо и Айдахо, подвергались вандализму со стороны людей.

## Питание
Чёрный американский стриж много времени проводит в воздухе, охотясь на летающих насекомых. Размеры насекомых, которых этот вид принимает в пищу, варьируют от 1,8 до 14,5 мм. В рацион чёрного американского стрижа входят представители 67 семейств насекомых из 11 различных отрядов. Его основу составляют перепончатокрылые (Hymenoptera). В желудках двух взрослых птиц было обнаружено 276 насекомых из четырёх видов этого отряда, включая 200 летающих муравьёв (Formicidae). Кроме того, в желудках встречаются представители 9 семейств отряда двукрылые (Diptera), 6 семейств отряда жесткокрылые (Coleoptera). Особенно чёрных американских стрижей привлекают роящиеся насекомые, часто до 99 % остатков насекомых в желудке принадлежат им, например, летающим муравьям в исследовании 1935 года, цикадкам (Cicadellidae) в исследовании 1931 года, подёнкам (Ephemeroptera) — в 1882 году. В исследованиях Ратбуна, опубликованных в 1925 году, содержимое пищеварительной системы трёх экземпляров было названо «смешанным», а у трёх других преобладали комары-долгоножки (Tipulidae) (70 %), термиты (Isoptera) (70 %) и двукрылые (60 %).
В поисках пищи чёрные американские стрижи собираются в большие стаи размером несколько тысяч особей и улетают за несколько километров от своих гнездовых колоний. Они часто используют подходящие погодные условия, в противном случае охотятся низко над землёй или над водой. Чёрные американские стрижи могут собирать больше пищи, чем другие стрижи в регионе. С другой стороны, на основании отсутствия стай маленьких и очень тёмных представителей подсемейства Марин и Стайлс сделали вывод, что птицы питаются поодиночке, в парах или в небольших группах, либо присоединяются к крупным стаям стрижей на границе штормовых фронтов. Во время охоты птицы летают не кругами, а дугами, при этом завершение манёвра часто сопровождается быстрыми взмахами крыльев, если же птицы остаются без движения, что иногда случается, то они совершают небольшое падение.
В Британской Колумбии взрослые птицы кормят птенцов в основном летающими муравьями, к изобилию которых чёрные американские стрижи подгадывают появление птенцов, аналогичные результаты показали исследования в Калифорнии и Мексике.

## Размножение
Орнитолог Чарльз Майкл (англ. Charles W. Michael) утверждал, что «всё, связанное с жизнью чёрных американских стрижей, хранит секреты их гнездовой активности» (англ. «everything connected with the lives of Black Swifts tends to hold the secret of their nesting activities»).
Птицы готовы к размножению в мае — июле в Коста-Рике, в июне — июле в Доминике, брачное поведение наблюдается с июня по начало августа на юго-западе Канады и северо-западе США. Птицы откладывают яйца в Британской Колумбии с конца июня, в Калифорнии — с середины июня по конец июля, в Коста-Рике — в конце мая. Колонии с птенцами были отмечены в штате Веракрус в Мексике в июле, в Колорадо в США — в июле — августе, в Монтане — в конце июля. В Коста-Рике птицы скорее всего гнездятся на Кордильера-Сентраль и Кордильера-де-Таламанка, но гнёзда ещё не были обнаружены.

### Брачное поведение
До сих пор остаётся неизвестным, в какой момент времени чёрные американские стрижи образуют пару. По наблюдениям Ратбуна, в то время, когда крупные стаи разбиваются на группы, сезон размножения уже начался. При этом хаотично летающие в группах птицы могут в какой-то момент внезапно подлетать друг другу и совершить совместное падение на очень большой скорости почти до самой земли. Такое поведение характерно для птиц в конце июня и начале июля, но может продолжаться и дольше. Стрижи устраивают погони в парах и небольших группах, во время которых осуществляют нырки и другие хаотичные манёвры на высокой скорости. В стаях птицы одной пары держатся ближе друг к другу. Учёные предполагают, что чёрные американские стрижи моногамны.
Во время многочисленных исследований колоний чёрных американских стрижей не было зафиксировано ни одного случая спаривания на гнезде. В начале июня Кевин Фёрстер (англ. Kevin S. Foerster) наблюдал падение пары птиц, сцепленных между собой в течение 3—4 секунд и, возможно, совершающих спаривание. Однако Марин и Стайлс полагают, что совокупление в воздухе увеличивает шанс стерильности яиц, что невыгодно птицам с таким малым размером кладки, в то время как у данного вида вероятность успеха кладки очень велика. Марин предположил, что такие столкновения в воздухе могут объясняться агрессией, так как в них могут принимать участие Tachycineta thalassina.

### Гнёзда

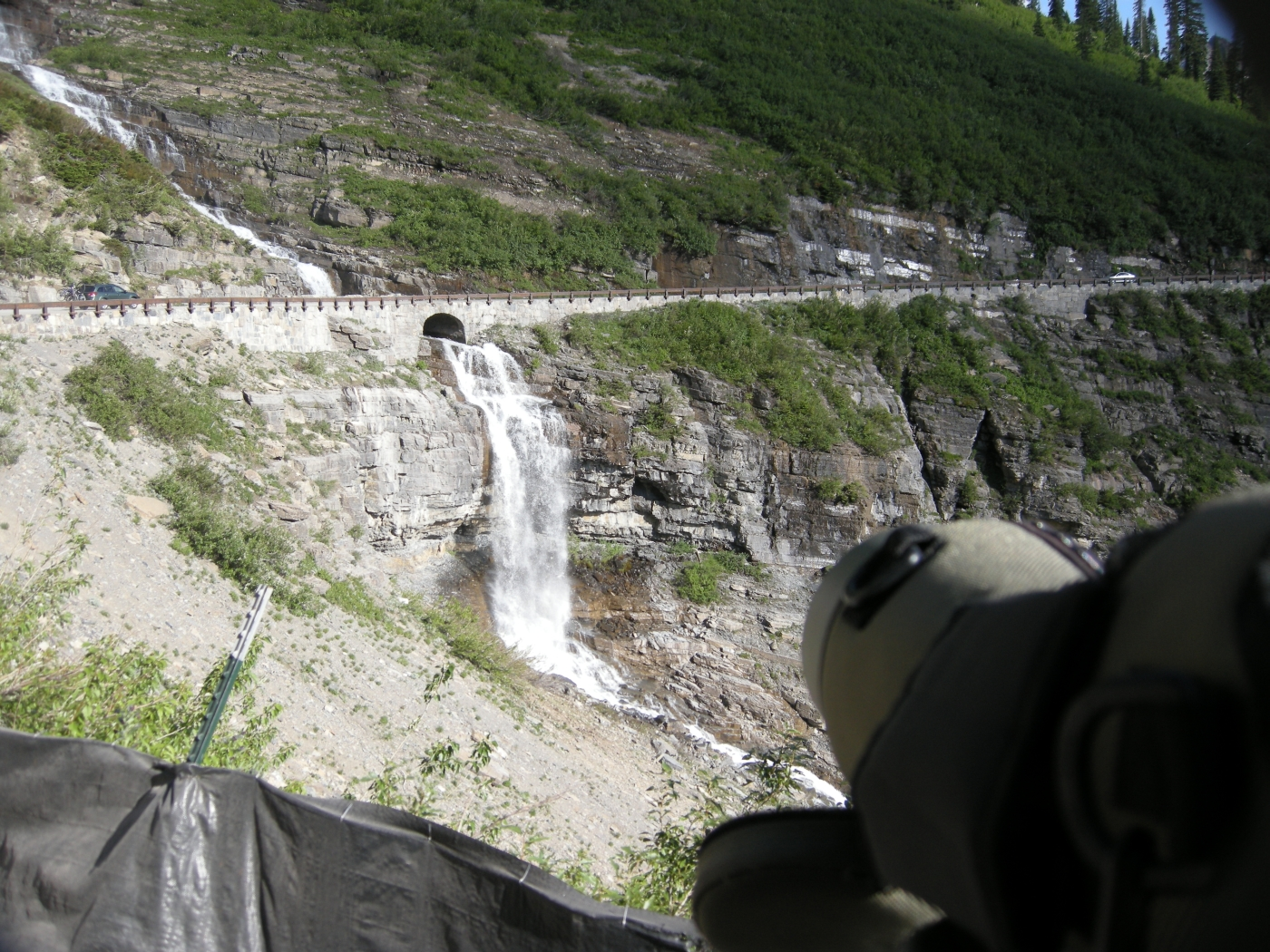
Гнездо чёрного американского стрижа

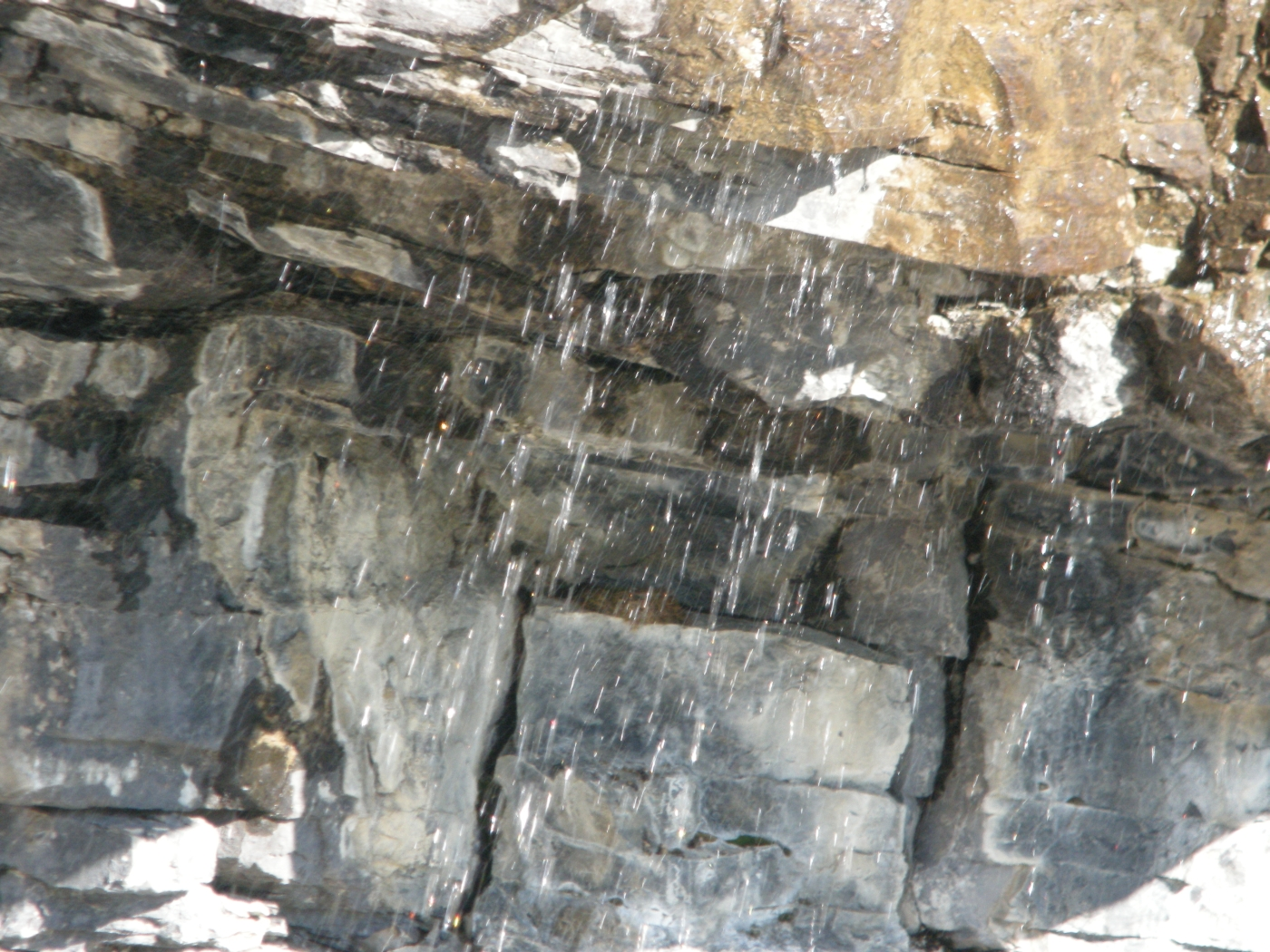
Гнездо чёрного американского стрижа

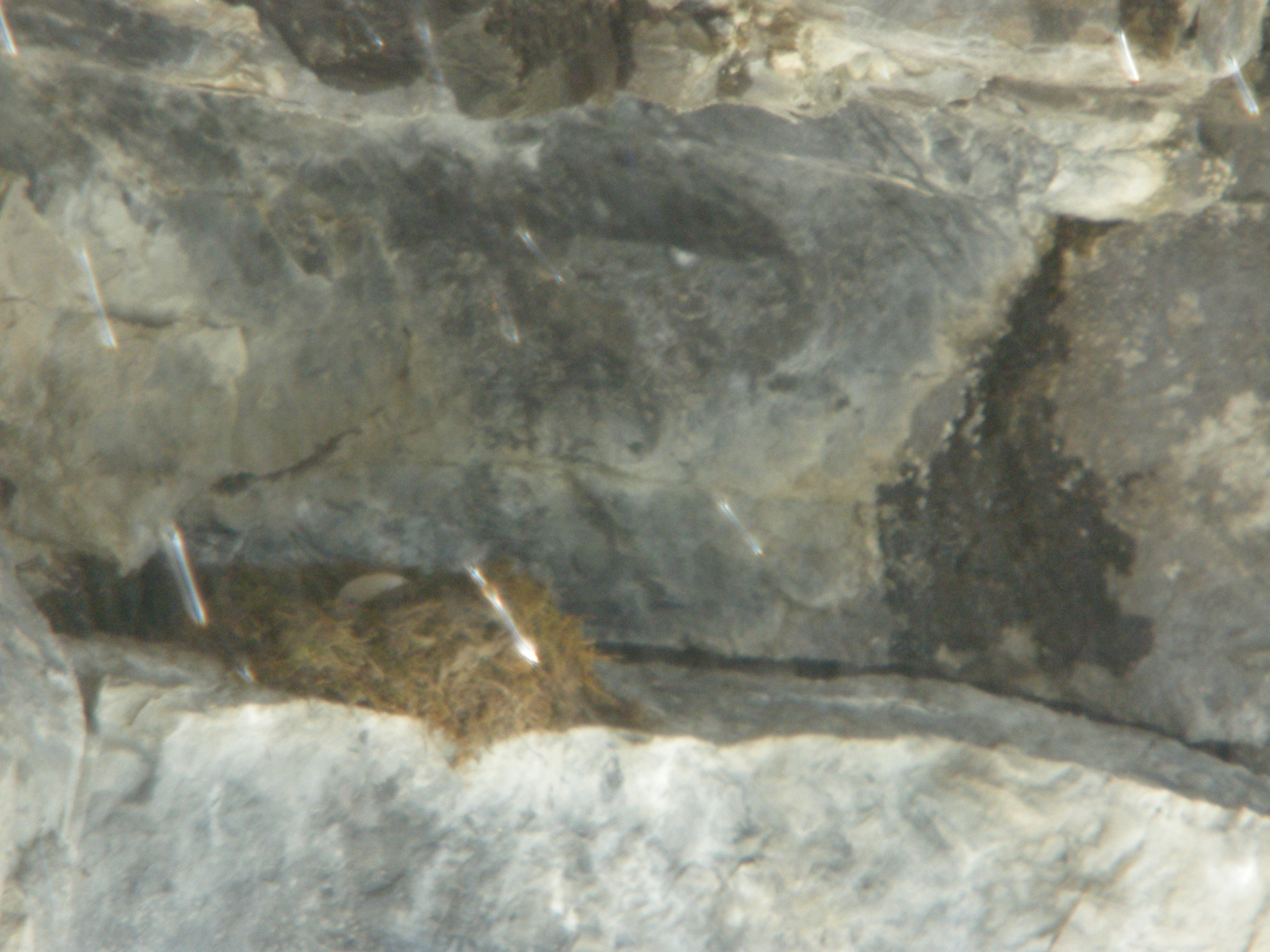
Гнездо чёрного американского стрижа

Обычно чёрные американские стрижи устраивают гнёзда в тёмных недоступных местах с заметным рельефом и достаточным количеством воды. Важным фактором является возможность беспрепятственного подлёта к гнезду. В Британской Колумбии гнёзда часто встречаются на выступах скал около водопадов под нависающим мхом. В Колорадо и Нью-Мексико на протяжении всего периода размножения температура в местах гнездования составляла в среднем 9,4 °С, а влажность — 89,7 %. Аналогичные исследования в Калифорнии показали 13,4 °С и 92,8 %, соответственно. При этом в пещерах перепады температур очень небольшие, что обеспечивает стабильный температурный режим и высокую влажность. Гнёзда расположены в непосредственной близости от воды, часто под брызгами от водопадов.
Обычно чёрные американские стрижи строят гнёзда на высоте от 0,4 до 6 м, а угол наклона поверхности может достигать 45 °. Размер гнезда вдоль скалы составляет 100—140 мм, поперёк — 70—100 мм, а высота — 15—20 мм. В других источниках указываются размеры до 200 мм вдоль скалы. Внутренние размеры гнёзд в Британской Колумбии составляют 85 × 70 мм, в Калифорнии и Монтане — диаметр 90—91 мм. Размер и форма гнезда зависят от размеров ниши, а также от возраста гнезда.
Основным материалом при строительстве гнезда является мох, а также небольшое количество веточек и сосновых иголок, а при наличии — папоротников и водорослей. Гнездо скрепляется грязью, в условиях высокой влажности в использовании слюны нет необходимости. Строительный материал сильно зависит от того, как далеко гнёзда отстоят от морского побережья. Впервые обнаруживший гнездо чёрного американского стрижа Альберт Джордж Врумен (англ. Albert George Vrooman) нашёл яйца в углублениях в грязи, в то время как обычно гнёзда на морском побережье состоят из водорослей, часто встречаются гнёзда из мхов или водорослей и мхов. При этом гнёзда, сильнее отстоящие от морского побережья, чаще построены с использованием мхов, папоротников и сосновых иголок. Марин наблюдал чёрного американского стрижа, собирающего материал для строительства гнезда со стен пещеры, в которой оно находилось. Работы по строительству гнезда обычно ведутся рано утром или поздно вечером и занимают от 13 до 15 дней, хотя по некоторым сведениям постройка гнезда может быть завершена за 4 дня.
Чёрные американские стрижи традиционно устраивают колонии на одних и тех же местах. Учёные связывают это с тем, что так обеспечиваются необходимые для колонии условия: в первую очередь защищённость от хищников и доступность пищевых ресурсов. Кроме того, количество подходящих для обустройства колонии мест довольно низко, и у птиц нет возможности их менять. Колония в национальном парке Банфф в Альберте сохранялась по меньшей мере с 1919 по 1993 годы, не менее 20 лет используются колонии в Калифорнии. При этом учёным не удалось обнаружить покинутых колоний чёрного американского стрижа. Индивидуальные гнёзда также используются из года в год. Однако Марин отметил, что изредка птицы меняют место для гнезда или пару. Если гнездо оказалось затоплено, как это случилось в одной из пещер в Калифорнии в 1991 году, новое гнездо строится выше.

### Яйца
Птицы откладывают яйца через 10—14 дней после завершения строительства гнезда, всё это время одна из птиц остаётся на гнезде, как будто она уже насиживает яйца. В кладке обычно одно яйцо, что характерно для всех представителей рода. Яйца белые, эллиптической или овальной формы. По данным, полученным в Гваделупе, размер яиц составляет в среднем 24,7 × 16,4 мм, в Калифорнии — 28,7 мм × 18,8 мм при массе 5,5 г. Отношение массы яиц к массе тела взрослой птицы у чёрного американского стрижа составляет 12,5 %, это меньше, чем у других представителей рода, которые также откладывают по одному яйцу, — белогорлого (16,4 %) и пятнистолобого американских стрижей (16,7 %). Уильям Леон Доусон, впервые увидев яйцо чёрного американского стрижа в 1914 году, заметил, что оно в три раза больше яйца белобрюхого мохноногого стрижа (Aeronautes saxatalis).
Инкубационный период продолжается 23—27 дней, у C. n. borealis — 22—32 дня. Насиживанием занимаются и самец, и самка, при этом самка обычно проводит на гнезде немного больше времени, чем самец. Родители никогда не оставляют яйцо открытым.
Чёрные американские стрижи делают только одну кладку и не откладывают яйца повторно при потере кладки, редкое качество для птиц, присущее также некоторых хищным и морским птицам. По всей видимости, такое поведение связано с тем, что птицы сильно ограничены по времени и не успеют вырастить птенцов при повторной кладке. Вместе с тем, Сью Хиршмен (англ. Sue E. Hirshman) во время исследований в Колорадо в 2007 году отметила, что в кладке появилось второе яйцо после того как из неё пропало первое.

### Птенцы
Только что вылупившиеся птенцы голые и беспомощные, масса составляет 3,1—3,5 г. Кожа на груди телесного цвета, а на спине — серого, с чёрными точками. Светло-розовые лапы с серыми когтями хорошо развиты (64,6 % от взрослого размера). Клюв черноватый с заметным яйцевым зубом, который пропал на 18—33-й день. При появлении на свет, глаза птенцов чёрного американского стрижа закрыты, они приоткрывают их на 7—8-й день и полностью открывают на 14—16-й день.
На 6—7-й день на голове, спине и в верхней части груди появляется пух, к 13—14 дням птенцы почти полностью покрыты тёмно-серым пухом. Цвет пуха темнее, чем у птенцов рода Streptoprocne, но светлее, чем у остальных представителей рода Cypseloides. Во время первых двух недель птенцы не способны к терморегуляции и очень сильно зависят от родителей. У четырёхдневного птенца чёрного американского стрижа наблюдалось падение температуры на 15 °С за 28 минут. К тому времени как птенцы способны самостоятельно регулировать температуру, они достигают 75 % от массы взрослой птицы. Второстепенные маховые перья появляются на 8—10-й день, достигая полного размера на 32—33-й день, первостепенные маховые перья, начиная с внешнего пера, — на 13-й день. Хвостовые перья появляются в возрасте 12—14 дней, перья на голове — 18—21 дней. Птицы вылетают из гнезда когда восьмое первостепенное перо достигает своего взрослого размера, в десятое — 90 % от размера пера взрослой птицы, такого же размера достигает хвостовое оперение. Оперение птенцов в основном чёрное, но кончики перьев белые. Исключение составляют два внешних маховых пера, некоторые перья под крылом, на затылке, на горле, в верхней части груди и по сторонам шеи. Эти перья полностью чёрные. Вскорости белые кончики пропадают на большей части оперения, но в некоторым местах, в частности в нижней части брюха, белые кончики могут сохраняться на протяжении трёх лет или дольше.
Родители кормят птенцов один или два раза в день, обычно на закате или рано утром, добычу приносит каждый родитель. Насекомые не склеены слюной, а содержатся в пищеводе разрозненной массой, из-за чего птицы приносят больше еды за раз. Чёрные американские стрижи отрыгивают насекомых, находящихся в горле постепенно, за несколько вечерних минут осуществляя многократное кормление, и продолжая кормить птенца ресурсами из горла ещё несколько раз на протяжении ночи. Такое редкое кормление, по словам Марина, напоминает морских птиц. Он отметил, что птенцы не издают звуков, когда просят пищу, и предположил, что светлое пятно вокруг клюва позволяет родителям находить гнездо и осуществлять кормление. Птенцы чёрного американского стрижа развиваются медленнее, чем представители рода Streptoprocne, но быстрее, чем изученные представители рода Cypseloides. В возрасте 18—22 дней масса птенцов сравнивается с массой взрослых птиц, но она продолжает расти, пока не достигает максимума на 33—45-й день. Птенцы остаются в гнезде как минимум 48 дней в Калифорнии и Колорадо, 45 дней в Британской Колумбии, 51—52 дня в Гваделупе. Они вылетают из гнезда при массе не менее 50 г или 113 % от взрослых птиц. Обычно это происходит утром, чаще всего раньше восьми часов.
После того как птенцы вылетели из гнёзд, ни взрослые, ни молодые птицы не возвращаются к нему до следующего года. По мнению Марина, птицы сразу начинают миграцию, в противном случае они должны были бы вернуться к гнезду, так как у них не так много подходящих мест для ночлега. Однако, были отмечены редкие случаи возвращения, связанные обычно с совпадением вылета из гнезда и шторма.
Предположительно, птицы способны к размножению с одного года.

### Выживаемость и продолжительность жизни
Ежегодное использование одних и тех же гнёзд чёрного американского стрижа позволило учёным предположить, что у вида высокая выживаемость, выше чем у воробьинообразных схожего размера. Согласно исследованиям крупной колонии в Колорадо, успех кладки C. n. borealis составляет 72 %.
Исследователи неоднократно ловили чёрных американских стрижей повторно на том же гнезде или в той же гнездовой колонии через три-пять лет. При этом чаще всего при первой поимке птицы уже были взрослыми. 20 июля 1994 года была поймана птица, которая была окольцована во взрослом возрасте 20 августа 1985 года, таким образом её возраст составлял как минимум 10 лет и 1 месяц. Известно о птице возрастом 15 лет и 1 месяц. В 1983 году в Колорадо была найдена мёртвая птица возрастом как минимум 6 лет и 10 месяцев на момент смерти.

## Исторический очерк
Вид был впервые описан немецким учёным Иоганном Фридрихом Гмелиным в 1789 году в XIII издании «Системы природы». Гмелин назвал новый вид Hirundo nigra и отнёс его к ласточкам. Описание было основано на «Le Martinet de Santa Domingo» с острова Гаити, вошедшем в труд французского зоолога Матюрен-Жака Бриссона «Ornithologia» (1760). Только в 1879 году британский колониальный администратор Эдвард Ньютон, брат орнитолога Альфреда Ньютона, смог на Ямайке получить тушку птицы. Доктор Кейлеб Беруэлл Роуан Кеннерли, хирург и натуралист, который в 1857—1859 годы служил около озера Вашингтон, составил подробное описание C. n. borealis, которого он посчитал новым видом Cypselus borealis, и отправил его американскому орнитологу Спенсеру Фуллертону Бэрду.
Впервые гнездо и яйцо чёрного американского стрижа были обнаружены Альбертом Джорджем Вруменом (англ. Albert George Vrooman), который собирал яйца Берингова баклана (Phalacrocorax pelagicus) в нескольких километрах от Санта-Круз в Калифорнии в 1901 году. Врумен был одним из многих коллекционеров, поддержавших призыв Бэрда по сбору яиц птиц и дальнейшему их изучению. В начале XX века Врумен нашёл и описал большое количество яиц птиц калифорнийского побережья, включая сапсана (Falco peregrinus), Rallus crepitans, соснового чижа (Spinus pinus). Однако учёные того времени полагали, что Врумен ошибочно идентифицировал гнездо и кладку одной из буревестникообразных птиц. В 1888 году появилась информация об обнаружении кладки чёрного американского стрижа, но скорее всего гнездо на карнизе здания в Сиэтле принадлежало пурпурной лесной ласточке (Progne subis). Одним из ярых критиков обеих находок был американский орнитолог Уильям Леон Доусон. 22 июня 1914 году Вруман и Доусон смогли обнаружить яйцо в ходе совместного похода к скалам, и находки получили признание. Позднее эти исследователи стали друзьями и совершили несколько совместных орнитологических экспедиций. При этом Доусон отметил, что вряд ли скалы на берегу моря являются единственным подходящим местом для гнёзд чёрного американского стрижа, и скорее всего эти птицы строят гнёзда высоко в горах. Яйца чёрного американского стрижа покупал коллекционер яиц Джон Тайлер (англ. John E. Thayler), который был готов платить большие суммы за новые находки. Известно, что он направил корабль с командой и натуралистом на остров Врангеля за яйцами лопатня (Calidris pygmaea). В 1922 году Магун Барнс (англ. R. Magoon Barnes) опубликовал «The American Oologist’s Exchange Price List of North American Bird’s Eggs». Согласно этому каталогу, яйцо чёрного американского стрижа стоило 75 долларов США, дороже были только яйца трёх птиц: калифорнийского кондора (Gymnogyps californianus), белоклювого дятла (Campephilus principalis) и странствующего голубя (Ectopistes migratorius).

В 1919 году гнёзда впервые были обнаружены в глубине континента, на территории национального парка Банфф в провинции Альберта в Канаде, однако нашедший их сотрудник парка умолчал о находке. Информация была впервые опубликована Артуром Кливлендом Бентом в «Life Histories of North American Cuckoos, Goatsuckers, Hummingbirds, and Their Allies» (1940), который получил от сотрудника парка письмо с описанием гнезда. Так как ажиотаж вокруг поиска яиц к тому времени спал, только в 1965 году гнёзда снова были обнаружены в Банффе. Различные специалисты продолжали наблюдать за колонией, численность гнёзд в которой сократилась с 5 — 12 в 1975—1993 годы до одного гнезда в 2004 году. Орнитолог и альпинист на службе в Йосемитском национальном парке обнаружил кладку чёрного американского стрижа 6 июля 1926 года на горе шестой категории. Сообщение появилось в 1927 году в журнале The Condor. В конце 1940-х годов походы с альпинистским снаряжением за чёрными американскими стрижами несколько лет совершал Оуэн Эл Норр (англ. Owen Al Knorr). Он обнаружил несколько небольших колоний в Колорадо и был первым, кто окольцевал чёрного американского стрижа летом 1949 года. Норр с напарником ослепили птиц фонариком, поймали четыре взрослых птицы и одного птенца, спустились с ними на дно каньона, окольцевали и отпустили взрослых птиц, а потом вернули птенца в гнездо. Норр сформулировал критерии для поиска подходящих мест для колонии чёрных американских стрижей, которым впоследствии следовали многие орнитологи. После публикации в The Auk 1950 года Норр получил предложения от охотников за яйцами и стал внимательно следить, чтобы описание точных мест колоний было достаточно туманным.
В середине XX века в орнитологическом сообществе сменился основной метод исследований: на смену полевым исследователям с ружьями пришли специалисты с биноклями. По словам Лудлоу Грискома, «редко когда тренированному человеку нужно подстрелить птицу, чтобы точно определить её» (англ. «it is seldom necessary for a trained man to shoot a bird to know, at the specific level, precisely what it is»). Противником этой идеи выступал Аллан Филлипс (англ. Allan Phillips), опубликовавший несколько статей и книг о птицах Аризоны. Он отказывался признавать отметки Норра в этом штате и в частной переписке утверждал, что «существует так много полностью чёрных стрижей, что вы не сможете доказать, какого именно вы видели в Аризоне» (англ. «there are a great many all-black swifts, and you have not really proved which one is in Arizona»). Долгие годы присутствие чёрного американского стрижа в штате оставалось «гипотетическим».
В 1950-е годы профессиональный фотограф Дональд Льюис Блейц (англ. Donald Lewis Bleitz), в коллекции которого были фотографии более 600 видов птиц Северной Америки, сделал снимки нескольких гнёзд чёрного американского стрижа в Калифорнии, однако гнездовые колонии этого вида в штате оставались неподтверждёнными. После обнаружения гнёзд в 1969 году Чарльз Коллинз (англ. Charles T. Collins), который в то время ещё не был всемирно известным специалистом по стрижам, а только начал преподавать в Университете штата Калифорния в Лонг-Бич, заинтересовался возможностью наблюдать за ними, не совершая длительных путешествий. В 1985—1986 годы, студент Коллинза, Кевин Фёрстер (англ. Kevin S. Foerster), совершил экспедицию по южной Калифорнии за чёрными американскими стрижами, подтвердил обнаруженные ранее колонии и нашёл несколько новых. Фёрстер исследовал около 50 различных мест, следуя критериям, некогда опубликованным Норром и добавил к ним ещё один — наличие подходящей ниши. Ссылаясь на работу Фёрстера, Норр в 1993 году внёс соответствующие корректировки в свои критерии. Фёрстер собрал больше материалов, чем любые другие предыдущие исследования чёрных стрижей. Он измерил температуру и относительную влажность в гнезде, размеры яиц, массу птенцов и взрослых птиц, размеры крыльев и многое другое. На этом же месте в 1990—1992 годы проводил свои исследования Марин, который до этого вместе со Стайлсом наблюдал чёрных стрижей в Коста-Рике.
В июле 1941 года американский орнитолог Джеймс Бонд опубликовал в журнале The Auk информацию о гнезде C. n. niger, полученную от специалиста из Доминики. Последний наблюдал колонию чёрных американских стрижей 27 июля 1938 года, обнаружив 10 гнёзд. Намного позже были обнаружены гнёзда чёрного американского стрижа на других островах: в 2002 году в национальном парке Сьерра-де-Баоруко в Доминиканской Республике, в 2003 году — в национальном лесу Эль-Юнке в Пуэрто-Рико. Однако, информация об этих стрижах в Карибском регионе остаётся туманной. Единственным достоверным фактом является одно яйцо в кладке. В 1964 году были обнаружены первые гнёзда чёрного американского стрижа в Мексике на горе Кофре-де-Пироте в штате Веракрус, в 1965 году — в горах Южная Сьерра-Мадре в Оахака. В 1970—1974 годы несколько экземпляров чёрных американских стрижей было получено на ферме в Коста-Рике, а в 1980—1987 годы исследования стрижей в 15 км от столицы страны на реке Тириби проводили Марин и Стайлс, но они также не обнаружили гнёзд. В 1997 году Марин нашёл в Коста-Рике три гнезда чёрных американских стрижей.

## Систематика
Систематическое положение чёрного американского стрижа неоднократно пересматривалось. Бэрд посчитал, что Cypselus borealis не совсем похож на американских стрижей и выделил его и Hirundo nigra, к тому времени поменявшему название на Cypselus niger, в отдельный род Nephoecetes. Вместе с тем, он отметил, что их описание похоже и может относиться к одному виду. В 1865 году британский зоолог Филип Склейтер переименовал род Cypselus в Cypseloides и объединил обоих стрижей под названием Cypseloides niger. Это название сохранялось в первом (1895) и втором (1910) изданиях «Checklist of North American Birds», но американский орнитолог Роберт Риджуэй выделил вид в отдельный монотипический род и использовал название Nephoecetes niger, под которым вид включён в третье (1917) и четвёртое (1931) издания «Checklist of North American Birds». В 1910 году Риджуэй выделил птиц с Ямайки и некоторых соседних островов из номинативного подвида в отдельный подвид Nephoecetes niger jamaicensis, а птиц с Коста-Рики — из Nephoecetes niger borealis в подвид Nephoecetes niger costaricensis. Аллан Кит (англ. Allan Keith) полагает, что чёрный американский стриж с Антильских островов является отдельным видом, который, возможно, уже вымер на материке. В 1956 году британский орнитолог Дэвид Лак упростил классификацию стрижей и вернул чёрного американского стрижа в род Cypseloides, именно такое название используется начиная с пятого издания справочника.
В настоящее время учёные полагают, что чёрный американский стриж тесно связан с белогрудым американским стрижом (Cypseloides lemosi), стрижиком Ротшильда (Cypseloides rothschildi) и тёмным американским стрижом (Cypseloides fumigatus).
Международный союз орнитологов выделяет три подвида:
- Cypseloides niger borealis (Kennerly, 1858) — в западной части Северной Америки от юго-востока Аляски и северо-запада Британской Колумбии до юго-запада США. Предположительно, зимует в Южной Америке.
- Cypseloides niger costaricensis (Ridgway, 1910) — в центральной части Мексики и Коста-Рике. Предположительно, зимует южнее Мексиканского перешейка.
- Cypseloides niger niger (Gmelin, 1789) — острова Карибского моря от Кубы до Тринидада. Подвид C. n. jamaicensis рассматривается учёными как синоним номинативному[2].